# Kenneth Knudsen
Kenneth Knudsen (* 28. September 1946) ist ein dänischer Jazz-Keyboarder und Komponist.
Der autodidaktische Musiker studierte bis 1974 Architektur an der Königlich Dänischen Akademie der Schönen Künste. Er nahm mehr als einhundert Alben mit Solisten wie Arild Andersen, Svend Asmussen, Niels-Henning Ørsted Pedersen, Jan Akkerman, Karsten Vogel, Palle Mikkelborg, Miles Davis (Aura) und dem indischen Violinisten L. Subramaniam und Gruppen wie Secret Oyster, Coronaria Dans, ANIMA, Entrance, Bombay Hotel und Heart To Heart Trio auf. Daneben spielte er auch mehrere eigene CDs ein, darunter Silence und Music for Eyes.
Knudsen komponierte Ballett-, Film- und Fernsehmusiken, Streichquartette, Chorwerke und Stücke für Klavier und Cello, Cello solo und Gitarre.
Außerdem komponierte Knudsen den markanten Klingelton der „BeoCom 2“ genannten Telefonmodelle des dänischen Elektronikherstellers Bang & Olufsen.

## Diskografie
- 1998 - Light and Metal - Music for Cello and Keyboards (mit Morten Zeuthen)

| Personendaten    | Personendaten                           |
| ---------------- | --------------------------------------- |
| NAME             | Knudsen, Kenneth                        |
| KURZBESCHREIBUNG | dänischer Jazz-Keyboarder und Komponist |
| GEBURTSDATUM     | 28. September 1946                      |